# Unidos da Santa Cruz do Jardim Santa Rita
O Grêmio Recreativo Cultural Escola de Samba Unidos da Santa Cruz do Jardim Santa Rita foi fundada no dia 7 de agosto de 1998. quando os moradores da Rua Santa Cruz se reuniram, a fim de realizar uma festa, foi aí que surgiu a ideia de montar um bloco carnavalesco, tornando-se depois o GRCES Unidos do Santa Cruz. Em 2008 a escola subiu do Grupo 2 para o Grupo 1, com o enredo "Santa Cruz pintando o sete".
Obteve o quarto e último lugar do grupo de acesso em 2012. Porém, obteve dois prêmios estandarte de ouro, por alegoria, mestre-sala e porta-bandeira.

## Carnavais
| Ano  | Colocação   | Grupo | Enredo                                    | Ref.          |
| ---- | ----------- | ----- | ----------------------------------------- | ------------- |
| 2000 |             | 2     | Magos e Magias                            | [ 2 ]         |
| 2001 |             | 2     | Os sete pecados capitais                  | [ 3 ]         |
| 2002 | Campeã      | 2     | Amazônia                                  | [ 4 ] [ 5 ]   |
| 2005 | 7º lugar    | Único |                                           | [ 6 ]         |
| 2006 | 3º lugar    | 2     |                                           | [ 7 ]         |
| 2007 | Vice-campeã | 2     | Da escravidão a abolição, preconceito não | [ 8 ] [ 9 ]   |
| 2008 | Campeã      | 2     | O Santa Cruz pintando o sete              | [ 10 ]        |
| 2009 | 3º lugar    | 1     | Caça e Caçador                            | [ 11 ] [ 12 ] |
| 2012 | 4º lugar    | 2     | Elementos Elementares                     | [ 13 ] [ 14 ] |